# Eremodon longicollis
Eremodon longicollis là một loài rêu trong họ Splachnaceae. Loài này được (Link) Brid. mô tả khoa học đầu tiên năm 1826.